# Municipio de Palmyra (Carolina del Norte)
El municipio de Palmyra (en inglés: Palmyra Township ) es un municipio ubicado en el  condado de Halifax en el estado estadounidense de Carolina del Norte. En el año 2010 tenía una población de 1.083 habitantes.

## Geografía
El municipio de Palmyra se encuentra ubicado en las coordenadas 36°3′41.56″N 77°23′16.89″O / 36.0615444, -77.3880250.